# Robin Lumley
Robin St. John Lumley, besser bekannt als Robin Lumley (* 17. Januar 1948 in Plymouth, Südengland; † 9. März 2023 in Derriford bei Plymouth) war ein britischer Jazz-Fusion-Musiker, Keyboarder, Plattenproduzent und Autor, der mit dem Schlagzeuger Phil Collins, dem Gitarristen John Goodsall und dem Bassisten Percy Jones Mitglied der Band Brand X war. Er war ein Cousin zweiten Grades der Schauspielerin Joanna Lumley.

## Leben und Karriere
Lumley wurde im Alexandra Nursing Home, Devonport, Plymouth geboren. Nach seinem Schulabschluss trat er zunächst in die Royal Navy ein und diente dort auf zwei verschiedenen U-Booten. Nach seiner Dienstzeit blieb er Reservist und wurde sogar noch während seiner aktiven Zeit als Brand X-Musiker regelmäßig zu Reserveübungen zurückgerufen. Anschließend absolvierte er eine Ausbildung zum Lehrer am St. Luke’s College, Exeter (heute Teil der University of Exeter). Er spezialisierte sich auf das Studium des Bildungsfernsehens, was er nach seinem Abschluss auch für einige Zeit beruflich machte. Am College begann er in einer Studentenband Schlagzeug zu spielen. Die Band erreichte Anfang der 1970er Jahre das Finale des Melody Maker-Talentwettbewerbs, woraufhin er auf Keyboards umstieg, bisher aber noch nie Klavier spielen gelernt hatte.

“[…] I looked around and thought I'd like to play an instrument. Strangely enough I thought the studio session field would be the best way to break into the business. There were plenty of drummers, guitarists, and bassists, but not many keyboardists. So I learned keyboards thinking things would be a bit easier.”

„Ich sah mich um und dachte, ich würde gerne ein Instrument spielen. Seltsamerweise dachte ich das Studio-Session-Feld wäre der beste Weg, um in das Geschäft einzusteigen. Es gab viele Schlagzeuger, Gitarristen und Bassisten, aber nicht viele Keyboarder. Also lernte ich Keyboard und dachte, das würde es ein bisschen einfacher machen.“

Er zog nach London und versuchte mit Gelegenheitsjobs ins Musikgeschäft einzusteigen. Eines Tages erhielt er einen Anruf von David Bowie, seinem ehemaligen Nachbarn aus Beckenham (ein Stadtteil von London), der jemanden suchte, der seinen kranken Keyboarder (Matthew Fisher von Procol Harum) ersetzen konnte. Lumley nahm den Job an und ging als Mitglied von Bowies Band auf Tournee.

“I gulped, and thought that I’d better do it now or never get anywhere. I sat up all night with [guitarist] Mick Ronson and learned the set off of records. I think I knew about nine chords at the time. My first professional gig was a 3000-seater in London that was sold out.”

„Ich schluckte und dachte, dass ich es jetzt besser machen sollte, sonst käme ich nie weiter. Ich saß die ganze Nacht mit [Gitarrist] Mick Ronson zusammen und lernte das Set von Schallplatten. Ich glaube, ich kannte damals etwa neun Akkorde. Mein erster professioneller Auftritt war ein Konzert vor 3000 Leuten in London, das ausverkauft war.“

Er lernte Ende der 1960er Jahre den Saxofonisten Jack Lancaster kennen und komponierte mit ihm zusammen Mitte der 1970er Jahre zwei bemerkenswerte Alben, Peter and the Wolf (1975) und Marscape (1976). Noch während der abschließenden Arbeiten an Peter and the Wolf (einer Rock-Adaption von Sergej Prokofieffs Klassiker Peter und der Wolf) komponierten und veröffentlichten Lumley und Lancaster als The Soul Searchers bei EMI eine Single mit dem Titel Scaramouche/Head Start. Das Album Marscape ist insofern beachtenswert, da es als „Proto-Album“ von Brand X betrachtet werden kann, da – neben einigen anderen Musikern – die Ur-Besetzung von Brand X als Begleitband mitspielt (Percy Jones am Bass, Phil Collins am Schlagzeug, John Goodsall an der Gitarre).
Durch die gemeinsame Arbeit mit Brand X wurde Lumley schließlich festes Mitglied dieser Band. Daneben interessierte er sich immer mehr auch für die Musikproduktion. 1978 nahm er Abschied von Brand X, um sich auf seine Karriere als Plattenproduzent zu konzentrieren, kehrte aber für die letzten Alben und Tourneen der Band zurück. In der Folge produzierte er Alben z. B. für Rod Argent, Bill Bruford, Orleans und andere.
In den 1980er Jahren gründete er die Jazz-Rock-Band The Dolphins, zu der Rod Argent, Graeme Edge (Moody Blues), Morris Pert (Brand X) und Gary Brooker (Procol Harum) gehörten. 1991 heiratete er Debra Allanson, eine Medienmanagerin und Fernsehmoderatorin aus Perth, Australien. Im Jahr 2000 produzierte er mit der Roland Corporation eine Reihe von Lehrvideos über Keyboardtechnik. 2001 gründete er mit Graeme Edge, dem Bassisten Rob Burns und Rod McGrath (Cellist des West Australian Symphony Orchestra) die Band SETI.
2013 schrieb Lumley das Buch Tay Bridge Disaster: The People’s Story über den Einsturz der Tay Bridge im Jahr 1879, als ein Zug versuchte, die Brücke zu überqueren. Der Zug war auf dem Weg nach Dundee, Schottland, und sein Urgroßvater hatte vorgehabt, ebenfalls mit diesem Zug zu fahren.
Robin Lumley starb am 9. März 2023 im Alter von 75 Jahren in Derriford, Devon, an Herzversagen.

## Diskografie

### Als Bandleader
- 1975 Peter & The Wolf mit Jack Lancaster
- 1976 Marscape mit Jack Lancaster[15]

### Mit Brand X
- 1976 Unorthodox Behaviour
- 1977 Moroccan Roll
- 1977 Livestock
- 1978 Masques
- 1979 Product
- 1980 Do They Hurt?
- 1982 Is There Anything About?
- 1997 Live at the Roxy L.A. 1979
- 1998 Missing Period
- 2003 Macrocosm: Introducing...Brand X
- 2015 Ronnie Scotts Live 1976
- 2016 Rochester 1977[15]

### Als Mitwirkender
- 1976 Airborne (Curved Air)
- 1977 The Dancer (Gary Boyle)
- 1980 Breaking through the Ice Age (Ellen Shipley)
- 1983 Exile (Exile)[15]